# Liste der Außenlager des KZ Mauthausen
Die Liste der Außenlager des KZ Mauthausen gibt einen Überblick über die zahlreichen Nebenlager des KZ Mauthausen. Die Lager befanden sich in den heutigen Bundesländern Oberösterreich, Niederösterreich, Wien, Steiermark, Kärnten sowie vereinzelt in Salzburg und Bayern.

## Situation in Österreich
Jenseits der auf dieser Seite angeführten Nebenlager gab es auf dem Territorium des heutigen Österreichs noch weitere Außenlager in Vorarlberg, Tirol, Salzburg und dem Salzkammergut. Diese Lager waren organisatorisch dem KZ Dachau unterstellt.
Die größten Lager befanden sich in Gusen, Ebensee und Melk. In Gusen, aber auch in anderen Außenlagern von Mauthausen, galt den Häftlingen gegenüber das Prinzip der „Vernichtung durch Arbeit“, was die besonders kurze (Über-)Lebensdauer an diesen Orten erklärt. So betrug die durchschnittliche Lebenserwartung der Häftlinge im KZ Gusen II nur etwa vier Monate.
Die Tötungsanstalt Hartheim operierte organisatorisch unabhängig vom Lagerkomplex Mauthausen. Dennoch wurden im Rahmen der Aktion 14f13 tausende Häftlinge aus Mauthausen und Gusen in Hartheim getötet. Deren Anzahl wird auf etwa 12.000 geschätzt.
Neben den Außen- und Stammlagern untergeordnet waren, existierten noch eigenständige Lagerstrukturen wie das Zigeuner-Anhaltelager Lackenbach und das Arbeitserziehungs- und Zigeuneranhaltelager St. Pantaleon-Weyer, die unabhängig von Mauthausen und Dachau operierten.
| Aflenz |

| Amstetten |

| Bachmanning |

| Bretstein |

| Dippoldsau |

| Ebensee |

| Eisenerz |

| Enns |

| Grein |

| Großraming |

| Gunskirchen |

| Gusen |

| Hartheim |

| Hirtenberg |

| Hinterbrühl |

| Klagenfurt-Lendorf |

| Lannach |

| Lenzing |

| Linz0 |

| Loiblpass |

| Melk |

| Mittersill |

| Passau |

| Peggau |

| Schwechat |

| St. Aegyd |

| St. Lambrecht |

| St. Marein |

| St. Valentin |

| Münichholz |

| Ternberg |

| Vöcklabruck |

| Wels |

| Floridsdorf |

| Jedlesee |

| Simmering |

| Schönbrunn |

| Wr. Neudorf |

| Wr. Neustadt |

| Zipf |

| Maut- hausen |

Ab Oktober 1944 wurde entlang der heutigen österreichisch-ungarischen Grenze der sogenannte Südostwall gegen die anrückende Rote Armee errichtet. Zehntausende Juden aus Ungarn waren in Arbeitslager entlang des Walls gebracht worden und mussten dort Schanzarbeit leisten.

## Tabellen
Dem Konzentrationslager Mauthausen waren folgende Außen- oder Nebenlager zugeordnet. Länderweise tabelliert:

### Bayern
| Bezeichnung, Deckname                             | Standort | Tätigkeiten, Besonderheiten                                                                                   | Max. Zahl an Internierten | Tote | Inbetrieb- nahme | Schließung / Befreiung | Qu.   |
| ------------------------------------------------- | -------- | --- | ------------------------- | ---- | ---------------- | ---------------------- | ----- |
| KZ-Außenlager Passau I, „Oberilzmühle“            | Passau   | Bau eines Unterwasserkraftwerkes; Aufräumarbeiten nach Luftangriffen; Zwangsarbeit in Sägewerk und Steinbruch | 88                        | 3    | 19.10.1942       | 02.05.1945             | [ 2 ] |
| KZ-Außenlager Passau II, „Waldwerke II“           | Passau   | Kriegsproduktion: LKW- und Panzergetriebe; Bunkertüren                                                        | 340                       | ???  | 09.03.1944       | 07.11.1944             | [ 3 ] |
| KZ-Außenlager Passau III, „Hafen“, „Jandelsbrunn“ | Passau   | Entladung von Schiffen                                                                                        | 18–50                     | ???  | 03.1945          | 05.1945                | [ 4 ] |

### Kärnten
| Bezeichnung, Deckname            | Standort           | Tätigkeiten, Besonderheiten    | Max. Zahl an Internierten | Tote | Inbetrieb- nahme | Schließung / Befreiung | Qu.   |
| -------------------------------- | ------------------ | ------------------------------ | ------------------------- | ---- | ---------------- | ---------------------- | ----- |
| KZ-Nebenlager Klagenfurt-Lendorf | Klagenfurt-Lendorf | Kasernenbau für die Waffen-SS  | 130                       | ???  | 19.11.1943       | 15.04.1945             | [ 5 ] |
| KZ Loibl                         | Loiblpass, Ferlach | Bau des geplanten Loibltunnels | 1.294                     | 39   | 02.06.1943       | 15.04.1945             | [ 5 ] |

### Niederösterreich
| Bezeichnung, Deckname                                  | Standort                    | Tätigkeiten, Besonderheiten                                                                         | Max. Zahl an Internierten | Tote       | Inbetrieb- nahme | Schließung / Befreiung | Qu.                |
| ------------------------------------------------------ | --------------------------- | --------------------------------------------------------------------------------------------------- | ------------------------- | ---------- | ---------------- | ---------------------- | ------------------ |
| KZ-Nebenlager St. Aegyd am Neuwalde                    | St. Aegyd am Neuwalde       | Lageraufbau, Bauarbeiten sowie Holzbringung und -verarbeitung                                       | 303                       | 46         | 02.11.1944       | 01.04.1945             | [ 6 ]              |
| Frauenlager Amstetten, „Bahnbau II“                    | Amstetten                   | Außenkommando zum Bahnbau                                                                           | 500                       | ???        | 20.03.1945       | 18.04.1945             | [ 5 ]              |
| Männerlager Amstetten                                  | Amstetten-Allersdorf        | Aufräumungsarbeiten, Reparatur des Bahnhofs nach einem Bombenangriff                                | 2.966                     | ???        | 19.03.1945       | 18.04.1945             | [ 5 ]              |
| Hinterbrühl, „Lisa“ (Lager), „Languste“ (Werk)         | Hinterbrühl                 | Montage von Flugzeugteilen für die Heinkel-Werke                                                    | 800–1.800                 | ???        | 09.1944          | 01.04.1945             | [ 7 ]              |
| Waffen-SS Arbeitslager Hirtenberg, „Gustloffwerke“     | Hirtenberg                  | Infanteriemunitionserzeugung                                                                        | 459                       | mind. 9    | 28.09.1944       | 15.04.1945             | [ 8 ] [ 9 ] [ 10 ] |
| KZ Melk, „Quarz“ (Männerlager)                         | Melk                        | Ausbau von Stollenanlagen, Produktion von Kugellagern, Siedlungsbau und Bau von Hochwasserbehältern | ca. 14.000                | über 4.800 | 20.04.1944       | 15.04.1945             | [ 5 ] [ 11 ]       |
| Arbeitslager Schwechat-Heidfeld I                      | Flughafen Wien-Schwechat    | Bau von Flugzeug-Produktionsstätten; Produktion von Flugzeugen                                      | 2.638                     | mind. 187  | 30.08.1943       | 13.07.1944             | [ 12 ]             |
| Arbeitslager Schwechat-Heidfeld II, „Wien Hinterbrühl“ | Flughafen Wien-Schwechat    | Endmontage von Düsenjägern                                                                          | 50–350                    | ???        | 31.07.1944       | 31.03.1945             | [ 13 ]             |
| Außenlager Schwechat "Santa", „Santa I-III“            | Schwechat                   | Produktion von Flugzeugteilen                                                                       | ???                       | ???        | 15.08.1944       | 31.03.1945             | [ 14 ]             |
| KZ-Nebenlager St. Valentin, „Nibelungenwerk“           | St. Valentin                | Fertigung des Panzerkampfwagen IV                                                                   | 1.480                     | ???        | 21.08.1944       | 23.04.1945             |                    |
| KZ-Nebenlager Wiener Neudorf, „Guntramsdorf“           | Guntramsdorf/Wiener Neudorf | Aufbau eines Flugmotorenwerks; Produktion von Flugzeugmotoren                                       | 2.954                     | mind. 215  | 02.08.1943       | 02.04.1945             | [ 15 ]             |
| KZ-Nebenlager Wiener Neustadt (Phase I)                | Raxwerke, Wiener Neustadt   | Aufbau von Fabrikhallen („Serbenhalle“) und Produktionsmaschinen; Produktion der „A4“-Rakete        | mind. 1.200               | ???        | 20.06.1943       | 20.11.1943             | [ 16 ]             |
| KZ-Nebenlager Wiener Neustadt (Phase II)               | Raxwerke, Wiener Neustadt   | Produktion von Marine-Artillerie-Leichtern; Produktion von Tendern                                  | 697                       | ???        | 05.07.1944       | 01.04.1945             | [ 17 ]             |

### Oberösterreich
| Bezeichnung, Deckname                                         | Standort                          | Tätigkeiten, Besonderheiten | Max. Zahl an Internierten | Tote            | Inbetrieb- nahme | Schließung / Befreiung | Qu.           |
| ------------------------------------------------------------- | --------------------------------- | --- | ------------------------- | --------------- | ---------------- | ---------------------- | ------------- |
| KZ-Außenlager Bachmanning                                     | Bachmanning                       | Holzverarbeitung | ca. 20                    | ???             | 20.09.1942       | ???                    | [ 18 ]        |
| KZ-Außenlager Dippoldsau                                      | Weyer                             | Kraftwerksbau und Straßenbau | ca. 130                   | ???             | 17.09.1943       | 25.08.1944             | [ 19 ]        |
| KZ Ebensee, „Kalk“, „Solvay“, „Zement“, „Dachs II“, „Taube I“ | Ebensee am Traunsee               | Stollenbau für Raketenentwicklung, Kugellagerproduktion, Treibstofferzeugung                                                                   | 18.437                    | 8.500           | 08.11.1943       | 06.05.1945             | [ 5 ] [ 20 ]  |
| KZ-Nebenlager Enns/Ennsdorf                                   | Enns                              | Bunkerbau | etwa 2.000                | ???             | 10.04.1945       | 19.04.1945             | [ 5 ] [ 21 ]  |
| KZ-Außenlager Grein                                           | Grein                             | Diverse Bautätigkeiten | 120                       | ???             | 02.02.1945       | 19.02.1945             | [ 22 ]        |
| KZ-Nebenlager Großraming                                      | Großraming                        | Bau eines Wasserkraftwerkes an der Enns | 1.013                     | ???             | 14.01.1943       | 29.08.1944             | [ 5 ]         |
| KZ Gusen I                                                    | Gusen                             | Arbeit in Steinbrüchen und Stollenbau; Produktion von Bauteilen für Schusswaffen sowie für Flugzeuge                                           | mind. 11.480              | 44.602 (gesamt) | 25.05.1940       | 05.05.1945             | [ 5 ] [ 23 ]  |
| KZ Gusen II, „Bergkristall“                                   | Gusen                             | Bau und Betrieb des unterirdischen Flugzeugwerks B8 Bergkristall in St. Georgen/Gusen                                                          | mind. 12.537              | 44.602 (gesamt) | 11.01.1943       | 03.08.1944             | [ 5 ] [ 23 ]  |
| KZ Gusen III                                                  | Lungitz                           | Logistik für B8 Bergkristall, Betrieb einer Häftlings-Großbäckerei                                                                             | 328                       | 44.602 (gesamt) | 12.1944          | 05.05.1945             | [ 5 ] [ 23 ]  |
| Frauenlager Lenzing                                           | Lenzing                           | Fabrikarbeit | 565–577                   | ???             | 03.11.1944       | 04.05.1945             | [ 24 ] [ 25 ] |
| KZ-Außenlager Linz I, „SS-Arbeitslager Linz“                  | Linz                              | Lageraufbau; Bautätigkeiten: Lagerbau, Fabriksbau, Straßenbau, Luftschutzanlagenbau; Produktion von Baustoffen; Stahlwerk-Arbeiten             | 958                       | 129             | 11.01.1943       | 03.08.1944             | [ 26 ] [ 27 ] |
| KZ-Außenlager Linz II                                         | Linz                              | Bau von Luftschutzstollen; Entminungs- und Aufräumarbeiten                                                                                     | 285                       | 8               | 21.02.1944       | 05.05.1945             | [ 28 ]        |
| KZ-Außenlager Linz III, „KLM-Arbeitslager Linz III“           | Linz-Kleinmünchen                 | Stahl- und Panzerproduktion; diverse Bautätigkeiten: Luftschutzanlagenbau, Bahnbau, E-Werkbau; Aufräumarbeiten                                 | 5615–5660                 | 700             | 22.05.1944       | 05.05.1945             | [ 29 ]        |
| KZ-Nebenlager Redl-Zipf, „Schlier“, „Rella X“                 | Neukirchen an der Vöckla          | Bautätigkeiten; Brennstofferzeugung für Raketen; Brennkammernprüfstand für die V2; Ausweichquartier Geldfälscherkommando („Kommando Bernhard“) | 1.500–2.035               | mind. 267       | 11.10.1943       | 03.05.1945             | [ 30 ] [ 31 ] |
| KZ-Nebenlager Steyr-Münichholz                                | Steyr-Münichholz                  | Rüstungsbetrieb: Kugellager und Flugmotoren | 3.090                     | ???             | 14.03.1942       | 05.05.1945             | [ 32 ] [ 33 ] |
| KZ-Außenlager Ternberg                                        | Ternberg                          | Kraftwerksbau und Straßenbau | 480                       | 13              | 15.05.1942       | 18.09.1944             | [ 34 ]        |
| KZ-Außenlager Vöcklabruck, „Wagrein“, „Cäsar-Kommando“        | Vöcklabruck                       | diverse Bautätigkeiten: Straßen- und Brückenbau sowie Bau einer Wasserleitung; Abbruch- und Aufräumarbeiten; Arbeit in einer Schottergrube     | ca. 300                   | ???             | 06.06.1941       | 14.05.1942             | [ 35 ]        |
| KZ-Außenlager Wels I, „Waldwerke“                             | Wels-Gunskirchen, Edt bei Lambach | Bau eines Hallenlagers bzw. des Notbehelfsheimes I sowie Aufräumungsarbeiten nach Luftangriffen                                                | 397                       | 4.500           | 27.12.1944       | 29.04.1945             | [ 5 ] [ 36 ]  |
| KZ-Außenlager Wels II                                         | Wels                              | Aufräumungsarbeiten am Bahnhof | 1.500–2.000               | ???             | 24.03.1945       | 13.04.1945             | [ 5 ] [ 37 ]  |

### Salzburg
| Bezeichnung, Deckname | Standort   | Tätigkeiten, Besonderheiten                    | Max. Zahl an Internierten | Tote | Inbetrieb- nahme | Schließung / Befreiung | Qu.    |
| --------------------- | ---------- | ---------------------------------------------- | ------------------------- | ---- | ---------------- | ---------------------- | ------ |
| Schloss Mittersill    | Mittersill | Frauenlager. ausschließlich Zeuginnen Jehovas. | 6                         | ???  | 24.03.1944       | 08.05.1945             | [ 38 ] |

### Steiermark
| Bezeichnung, Deckname                                 | Standort                  | Tätigkeiten, Besonderheiten                                                                                  | Max. Zahl an Internierten | Tote | Inbetrieb- nahme | Schließung / Befreiung | Qu.           |
| ----------------------------------------------------- | ------------------------- | --- | ------------------------- | ---- | ---------------- | ---------------------- | ------------- |
| KZ-Nebenlager Graz-Leibnitz, „Kalksteinwerke“, „Salm“ | Aflenz an der Sulm        | Stollenbau, Rüstungsproduktion und Herstellung von Flugzeug- und LKW-Teilen                                  | 655                       | 70   | 04.02.1944       | 02.04.1945             | [ 39 ] [ 40 ] |
| KZ-Nebenlager Bretstein                               | Bretstein                 | Landwirtschaftsbetrieb, Weberei, Straßenbau                                                                  | 60                        | 7    | 01.08.1941       | 30.09.1943             | [ 41 ]        |
| KZ-Nebenlager Eisenerz                                | Eisenerz                  | Abbau von Eisenerz und Bauarbeiten                                                                           | 469                       | ???  | 15.06.1943       | 14.03.1945             | [ 42 ]        |
| Schloss Lannach (Frauenlager)                         | Lannach                   | ausschließlich Zeuginnen Jehovas. Reinigungstätigkeiten                                                      | 9                         | 0    | 24.03.1944       | 08.05.1945             | [ 43 ]        |
| KZ-Nebenlager Peggau, „Marmor“                        | Peggau                    | Stollenbau, Rüstungsproduktion                                                                               | 888                       | ???  | 17.08.1944       | 02.04.1945             | [ 5 ]         |
| St. Lambrecht (Frauenlager)                           | Sankt Lambrecht           | ausschließlich Zeuginnen Jehovas. Garten-/ Reinigungsarbeiten; Hilfsarbeiten für die Publikationsstelle Wien | ca. 30                    | 0    | 02./03.1943      | 05.1945                | [ 44 ]        |
| St. Lambrecht (Männerlager)                           | Sankt Lambrecht           | Bautätigkeiten                                                                                               | 101                       | 0    | 13.05.1942       | 05.1945                | [ 45 ]        |
| Schloss Lind                                          | Sankt Marein bei Neumarkt | landwirtschaftliche Arbeiten; Bauarbeiten                                                                    | ca. 30                    | ???  | 22.06.1942       | 05.05.1945             | [ 46 ]        |

### Wien
| Bezeichnung, Deckname                                | Standort                          | Tätigkeiten, Besonderheiten                                    | Max. Zahl an Internierten | Tote | Inbetrieb- nahme | Schließung / Befreiung | Qu.           |
| ---------------------------------------------------- | --------------------------------- | -------------------------------------------------------------- | ------------------------- | ---- | ---------------- | ---------------------- | ------------- |
| KZ-Außenlager Wien-Floridsdorf                       | Floridsdorf                       | U-Boot- und Flugzeugbau, Raketenproduktion                     | 2.737 (gesamt)            | ???  | 14.07.1944       | 01.04.1945             | [ 47 ] [ 48 ] |
| Subkommando Wien-Jedlesee, „Julius“                  | Floridsdorf-Jedlesee              | Flugzeugbau, Rüstungsproduktion                                | 2.737 (gesamt)            | ???  | 13.07.1944       | 01.04.1945             | [ 49 ] [ 50 ] |
| KZ-Außenlager Wien-Saurerwerke, „Wien-West“          | Simmering                         | Produktion von Panzermotoren                                   | 1.480                     | ???  | 20.08.1944       | 03.05.1945             | [ 51 ]        |
| KZ-Außenlager Wien-Schönbrunn, „Sonderkommando Wien“ | Maria-Theresien-Kaserne, Hietzing | Experimente zur Entwicklung alternativer Antriebsmöglichkeiten | 5                         | 0    | 28.09.1944       | 10.04.1945             | [ 52 ]        |

## Weitere Einzelheiten

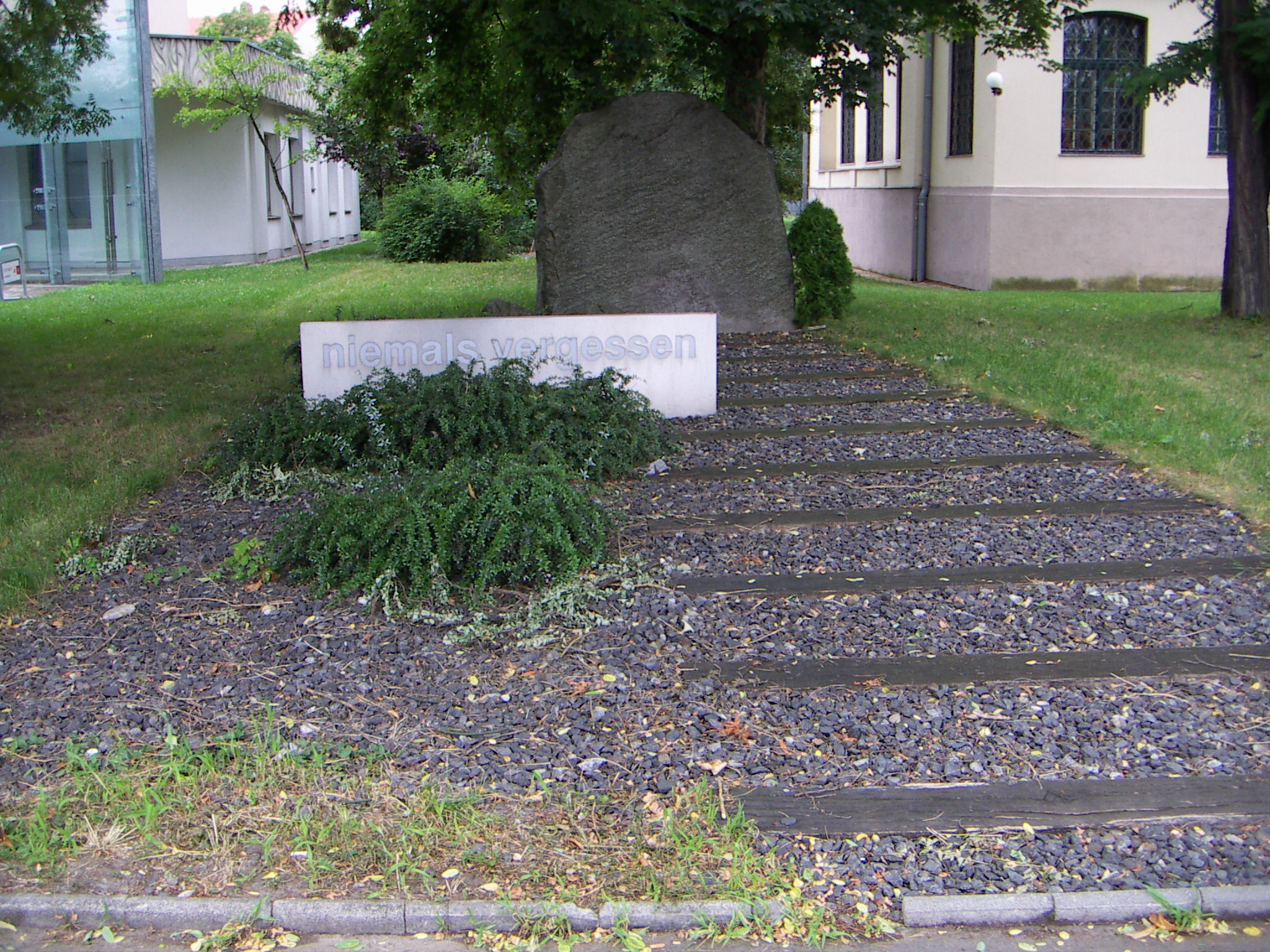
Am ehemaligen Außenkommando Wien-Floridsdorf

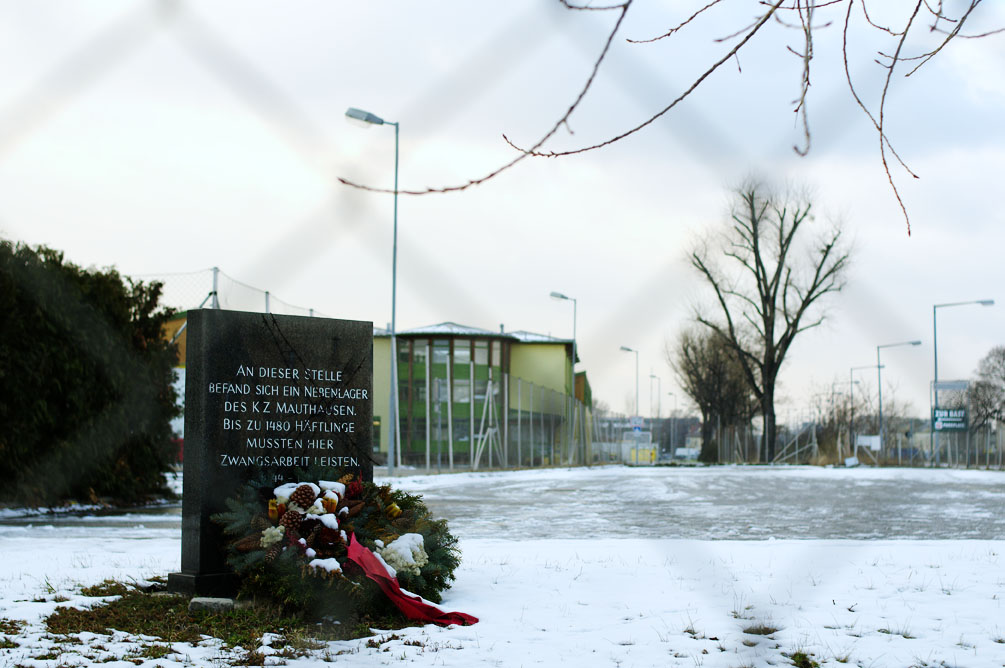
Saurerwerke-West in Wien-Simmering

- Linz: Am Friedhof St. Martin wurde 2008 eine Grabstätte für dort begrabene KZ-Opfer neu gestaltet. Auf zehn Tafeln sind die Namen aller 403 namentlich bekannten KZ-Opfer aufgelistet, die elfte erinnert an die 996 unbekannten KZ-Opfer. Darüber hinaus wurde auf der Grabstätte ein Gedenkstein mit der Aufschrift „DEN OPFERN NATIONALSOZIALISTISCHER KONZENTRATIONSLAGER“ errichtet.[53]
- Zum Außenlager Lindau, das dem Kommando Passau unterstellt war und als Ausweichlager für Vorarlberg fungierte, ist die Quellenlage leider relativ dürftig. Daher fehlt der Eintrag in der Tabelle.
- In Ried im Innkreis existierte ein weiteres Außenlager von Mauthausen.[54] Doch auch in diesem Fall sind die Daten nicht vollständig, weshalb der entsprechende Tabelleneintrag fehlt.
- Gleiches gilt für das Lager in Mistelbach an der Zaya. Der Ort wurde als KZ-Außenlager von Mauthausen geführt,[55] weiterführende Informationen fehlen jedoch.
- In Vöcklabruck existierte zwischen 30. September 1943 und 24. März 1945 ein zweites Lager. Bekannt ist, dass mindestens 48 Häftlinge dort untergebracht waren. Weitere Informationen liegen nicht vor.[56]
- Maria Lanzendorf wurde bis zum 27. März 1945 als Außenlager von Mauthausen geführt.[57] Weitere Daten fehlen.
- In Wien-Floridsdorf existierte neben den Lagern Jedlesee und Floridsdorf noch ein dritter, separater Standort. Dieser befand sich ab Juli 1944 auf dem Fabriksgelände des Batterieherstellers Accumulatoren Fabrik Aktiengesellschaft (AFA). Nähere Informationen über dieses eigenständige Außenlager sind kaum bekannt.